# ジョン・スミスの恋
「ジョン・スミスの恋」（ジョン・スミスのこい、原題: "Human Nature"）は、2007年5月26日に BBC One で初めて放送された、イギリスのSFドラマ『ドクター・フー』第3シリーズ第8話。ポール・コーネルが1995年に執筆した小説 Human Nature を彼がドラマのエピソード化した二部作の前編で、後編「ファミリーと永遠の命」は6月2日に放送された。「ファミリーと永遠の命」と共に本作は2008年にヒューゴー賞映像部門短編部門にノミネートされた。
本作では異星人のタイムトラベラーである10代目ドクターが彼を追う異星人ファミリーから逃れ、1913年のイングランドに隠れる。彼は自身を人間に変換し、ジョン・スミスと呼ばれる教員としての偽の人格を自己に植え付け、ファミリーの命が尽きるまで探知から逃れようとする。
なお邦題「ジョン・スミスの恋」は2012年2月11日に LaLa TV で放送された際のものであり、Huluでは「ヒューマン・ネイチャー」という別邦題で配信されている。

## 制作
小説「Human Nature」は Virgin Publishing でポール・コーネルが執筆した『ドクター・フー』の5作目の小説で、Virgin New Adventure の38作目である。プロットは彼と同僚の New Adventure の小説家ケイト・オーマンに構想され、1995年に出版された。数年後、リバイバルされた『ドクター・フー』のテレビシリーズには New Adventures で作品を発表した者も携わった。コーネルはテレビシリーズ用に執筆する2つ目のストーリーに自身の小説を使った。脚本への称賛の大半はコーネルに向けられたが、エピソードの大部分は実際にはエグゼクティブ・プロデューサーのラッセル・T・デイヴィスが書き直していた。
ジョン・スミスのノートはアーティストのケリーアン・ウォーカーが製作し、脚本家ポール・コーネルの提供したテキストが書き込まれた。エピソードの大部分はカーディフの屋外ミュージアムであるセント・ファガンズ国立歴史ミュージアム、サウスウェールズのランゴース湖の近くに位置する Farringham 校のヴィトリアン・ゴシック式マンションの Treberfyddで撮影された。その他の内装はカーディフのランダフ大聖堂で撮影された。
劇中で大半が早送りにされたドクターの23の指示は、発売されたBBCのDVDで削除シーンとして通常速度で収録されている。本編では存在しない要求の代わりに、デイヴィッド・テナントが第四の壁を破ってハウスマーティンズへの愛を語る、23番目の指示のために登場人物に戻る前に無駄に時間を引き延ばす、などが見られる。また、削除シーンと小説の両方で、スミスにセイヨウナシを食べさせないようにとの指示がある。

### 連続性
全員が画面で確認されたわけではないが、歴代ドクター10人が描かれており、初代・4代目・5代目・6代目・7代目・8代目ドクターが明瞭に確認できる。これは新シリーズでは初めてとなるクラシックシリーズのドクターの顔が描写であった。本作から登場した時計も描かれている。
ナシを食べさせるなという指示は、後に2017年クリスマススペシャル「戦場と二人のドクター」で12代目ドクターが13代目ドクターへ告げる忠告として再登場した。

## 評価
「ファミリーと永遠の命」と共に、「ジョン・スミスの恋」は2008年ヒューゴー賞映像部門短編部門にノミネートされた。10代目ドクター役デイヴィッド・テナントはこの二部作で2007年 Constellation Award 最高男性パフォーマンス賞を受賞した。
本作は The Stage の批評家マーク・ライトからも高評価を受けており、「これまで目にしたどの『ドクター・フー』のストーリーとも違う」「質の悪いところがない」とコメントされた。ライトはフリーマ・アジェマンとテナントの演技を選び抜いて絶賛し、本作を「英国アカデミー賞の価値があるドラマ」と表現した。IGNのトラヴィス・フィケットは「ジョン・スミスの恋」を10点満点中9.1点と評価し、「シリーズを見た中で最高の脚本の手腕だ」とした。彼は特に婦長ジョーン・レッドファーン役を演じたジェシカ・ハインズ（当時はジェシカ・スティーヴンソンの名前で活動）と生徒ティム・ラティマー役を演じたトーマス・ブロディ＝サングスターの演技を褒め、またエピソードの計画的なテンポも称賛した。ただし彼は、ハリー・ロイドが演じたジェレミー・ベインズは身の毛のよだつものがあったとした一方、案山子については年配の視聴者にとっては少し馬鹿げたように見えるかもしれないと感じた。
2009年の Doctor Who Magazine の読者人気投票で、「ジョン・スミスの恋」と「ファミリーと永遠の命」は全期間の『ドクター・フー』のストーリーで16位にランクインした。2014年に  Doctor Who Magazine の読者を対象に行われた調査では、両作は9位に位置付けられた。IGNのマット・ウェールズは、この二部作がテナントがドクター役で在任した間の最高のエピソードであるとし、驚くほどの出来栄えと表現してテナントの演技を称賛した。2008年にデイリー・テレグラフは両作を『ドクター・フー』の歴史の中で7番目に良いエピソードであるとした。